# Гельмут Фриц
Гельмут Фриц (настоящее имя Эрик Грефф; род. 19 июля 1975, Форбак) — французский певец. Получил известность в 2009 году благодаря синглу «Ca m'énerve» («Меня бесит»), в котором описывается немецкий денди живущий в Париже. Сингл, выпущенный в марте 2009 года, достиг первого места по популярности во Франции.

## Вымышленная биография
Это биография вымышленного персонажа Гельмута Фритца, а не Эрика Грефа.
Гельмут родился в городе Райнбек (Германия), он является единственным ребёнком в семье. Его родители владеют небольшой трикотажной фабрикой Fritzhoff, имея сравнительно небольшой доход.
В 1998 году его дядя, барон фон Фриц Титтэн погиб на охоте, будучи растоптанным дикими кабанами. После этого Гельмут становится единственным наследником 300 миллионов немецких марок. Этими деньгами он помогает своим родителям. Затем Гельмут переезжает в Париж и ведет там светскую жизнь. Однако, эта жизнь оказывается ему не по карману.
В 2009 году он знакомится с Ди джеем Лореном Конрадом и в результате их совместной работы появляется известный трек.

## Альбомы

### Альбомы
Его первый альбом En Observation был выпущен 22 июня 2009 года. Второй альбом , Décalage Immédiat , вышел 28 октября 2013
- En Observation — # 32 во Франции, # 63, в Бельгии (Валлония), # 92 в Швейцарии

### Синглы
Сингл Ca m'énerve, распространяемый лейблом Sony Music Entertainment был выпущен на цифровых носителях 9 марта 2009 г., а на физических — 15 марта 2009.
1. Ça m'énerve (Radio edit)
2. Ça m'énerve (Extended mix)
3. Ça m'énerve (VIP dub mix)
4. Partout (выпущен 26 мая 2009)
5. Ça gère (выпущен 2 июня 2009)
6. Miss France (выпущен 9 июня 2009)
7. Биографическое видео
8. Видеоклип
9. 7h45 (семь сорок пять)
10. 16.01.74
11. Le Plein des sens
12. Tu l’as pas créé tu le vends
13. Burn out